# Anzin
Anzin je francouzská obec v departementu Nord v regionu Hauts-de-France. Je předměstím města Valenciennes. Žije zde přibližně 13 tisíc obyvatel. Je centrem stejnojmenného kantonu.

## Geografie

### Sousední obce
| Růžice kompasu | Beuvrages            | Bruay-sur-l'Escaut |  | Růžice kompasu |
| Růžice kompasu | Raismes Petite-Forêt | Sever              |  | Růžice kompasu |
| Růžice kompasu | Raismes Petite-Forêt | Anzin              |  | Růžice kompasu |
| Růžice kompasu | Raismes Petite-Forêt | Jih                |  | Růžice kompasu |
| Růžice kompasu |                      | Valenciennes       |  | Růžice kompasu |